# Tomlinella miranda
Tomlinella miranda is een slakkensoort uit de familie van de Rissoidae. De wetenschappelijke naam van de soort is voor het eerst geldig gepubliceerd in 1938 door Viader.